# 中国人民解放军海军航空大学
中国人民解放军海军航空大学，简称海军航空大学，本部位于山东省烟台市，隶属中国人民解放军海军。是海军指挥及工程技术人才培养的主要基地以及航空航天领域科研中心之一，是以培养海军航空兵和岸防兵初中级指挥军官、飞行军官、参谋军官、空中战勤军官、航空航天工程技术军官为主的高等军事院校。

## 沿革

### 海军航空兵学院
- 中国人民解放军海军第二航空学校：1950年，创建中国人民解放军海军业务学校。1950年9月19日，由海军业务学校、中国人民解放军第二野战军军事政治大学三总队合并组建中国人民解放军海军第二航空学校，位于山东青岛[2]。
- 中国人民解放军海军第一航空学校：1950年8月1日，中央军委和海军党委在山东青岛沧口侵华日军留下的一个小机场建立了中国人民解放军海军第一航空学校。1950年11月1日，在苏联顾问依米亚依诺夫为首的74名苏联专家，以及从北京大学、清华大学等高校招聘的20多名毕业生的帮助下，该航校正式开学。首任校长赵汇川，首任政委桂绍斌。1951年8月30日，朱德总司令在萧劲光司令员陪同下视察该航校，并为第一期毕业学员题词：“努力学习，提高技术。”[3]海军第一航空学校由中国人民解放军第四野战军总后勤部二分部、华北军政大学二总队、华东军区空军司令部、河北军区、海军司令部等部分人员组建。
- 1951年1月1日，海军司令部、政治部发出海制字第3号命令：海军第二航空学校并入海军第一航空学校，中央军委命名为“中国人民解放军海军航空学校”[2]。
- 1951年1月17日，海军第一航空学校与海军第二航空学校合并，组建中国人民解放军海军航空学校，位于山东青岛沧口[3]。
- 1952年3月，海军航空学校由青岛沧口迁至山东潍县[3]。
- 1952年7月14日，海军航空学校分建为两所院校，在山东潍县机场组成中国人民解放军海军第一航空学校[3]（负责轰炸机空勤），在山东青岛沧口机场组成中国人民解放军海军第二航空学校（负责轰炸机、歼击机地勤，后为中国人民解放军海军航空技术学院）。
- 1954年6月，海军第一航空学校由山东潍县迁至辽宁锦西县（今葫芦岛市）[3][4]。
- 1969年12月至1970年1月间，学校由辽宁锦西迁至山西长治市[3][4]。
- 1978年，海军第一航空学校更名中国人民解放军海军航空学校。
- 1987年1月，学校更名为中国人民解放军海军飞行学院[3]。为初级任职培训院校[5]。
- 1990年7月，学院由山西长治回迁辽宁葫芦岛[3]。
- 2000年代，实现由学历教育到飞行综合型初级岗位任职教育的全面转型[6]。
- 2012年3月8日，组建中国人民解放军海军航空兵学院[3]。是由海军飞行学院和海军的两个训练基地合并组建而成[7]。为海军兵种院校[5]。主要担负海军航空兵中级指挥军官、岸基舰基飞行军官、作战训练参谋军官、反潜预警空中战勤军官等培养任务和陆地、海上跳伞训练任务[3]。本部位于辽宁省葫芦岛市连山区解放路1号。

### 海军航空工程学院
- 1950年8月，东北军区炮六师、第四野战军后勤二分部四大站、西南军区特纵炮兵十团合并，1950年8月24日于青岛组建中国人民解放军海军海岸炮兵学校。王效明任校长，宋景华任政治委员[2][8][9]。1950年10月9日开学[2]。
- 1951年3月2日，中央军委决定将校名改为中国人民解放军海军炮兵学校[2][9]。
- 1952年9月，校址迁至山东烟台[2]。原青岛校址后演变为海军航空工程学院青岛分院和训练基地。
- 1957年，海军炮兵学校军械系分出，参与合组中国人民解放军海军技术学校，后为中国人民解放军海军工程大学。
- 1959年8月，海军炮兵学校、空军第十五航空学校海军系、海军训练基地训练团合并，组建中国人民解放军海军特种技术学校，培养导弹技术干部[2][9]。
- 1960年12月24日，国防部命令，以烟台的海军炮兵学校为基础，改建为中国人民解放军海军高级专科学校。孙亮平任校长，殷国洪任政治委员。该校除原有的炮兵学校炮兵指挥专业外，新开设各类导弹工程技术专业：导弹工程专业，招收高中毕业生，学制五年；导弹技术员专业，招收初中毕业生，学制四年；此外还有导弹指挥专业等[2][10]。同时经国务院批准，从地方院校、工厂和科研单位抽掉67名教授、讲师和工程师来校任教[9]。
- 1961年，海军高级专科学校升格为军级单位，院校首长升衔[2]。
- 1963年，国防科工委确定该院为重点院校[11]。
- 1970年1月，校址迁至江苏南京。1970年3月改建中国人民解放军第三海军学校[2]。
- 1974年9月，校址迁至辽宁锦西[2][4]。
- 1975年4月14日，中央军委决定，更名中国人民解放军海军第二炮兵学校，执行军级权限[4]。1975年6月正式更名[2]。
- 1977年11月7日，中央军委决定，更名中国人民解放军海军第二炮兵学院[4]。1978年1月正式更名[2][9]。
- 1979年，被国务院列为全国重点高等院校[9][11]。
- 1981年，海军决定海军第二炮兵学院设训练部、政治部、校务部和办公室、3个系、士兵训练大队及各教研室[4]。
- 1985年，学院开展硕士研究生教育，并于1986年获得硕士学位授予权[11]。
- 1986年6月，海军第二炮兵学院与海军第一、第二航空机务学校调整合并，改建为中国人民解放军海军航空工程学院（位于烟台）和中国人民解放军海军航空技术专科学校（位于青岛）。海军航空工程学院校址由锦西迁回烟台海军炮兵学校旧址[2][9]。
- 1999年，海军航空技术学院并入，成为海军航空工程学院青岛分院。
- 1999年，海军航空工程学院获工程硕士专业学位授予权。2000年获博士学位授予权。2000年参加全军院校本科教学工作评价，获第一名，被解放军总部授予“全军院校教学优秀单位”。2001年，开始招收项目博士后研究人员。2003年，建立博士后科研流动站。2003年被总部列为全军22所学历教育院校之一[11]。

### 海军航空大学
- 2017年，在深化国防和军队改革中，军队院校调整改革，由海军航空兵学院和海军航空工程学院重组成立中国人民解放军海军航空大学。本部驻山东省烟台市，在青岛市设校区和训练基地，在辽宁省葫芦岛市、山西省长治市、河北省秦皇岛市、河南省济源市等地辖飞行训练基地[1][12][13]。

海军航空大学青岛校区
- 1950年9月19日，中国人民解放军海军第二航空学校在山东青岛组建[2]。
- 1951年1月1日，海军司令部、政治部发出海制字第3号命令：海军第二航空学校并入海军第一航空学校，中央军委命名为“中国人民解放军海军航空学校”。校址位于青岛沧口机场[2]。
- 1951年1月17日，海军第一航空学校与海军第二航空学校合并，组建中国人民解放军海军航空学校，位于山东青岛沧口[3]。
- 1952年3月，海军航空学校由青岛沧口迁至山东潍县[3]。
- 1952年7月14日，海军航空学校分建为两所院校，在山东潍县机场组成中国人民解放军海军第一航空学校[2][3]（负责轰炸机空勤），在山东青岛沧口机场组成中国人民解放军海军第二航空学校（负责轰炸机、歼击机地勤）[2]。
- 1970年2月，海军第二航空学校迁至山西太原[2]。
- 1974年2月，学校迁回青岛沧口机场[2]。
- 1975年5月，学校改称中国人民解放军海军航空机务学校[2]。
- 1977年12月，学校改称中国人民解放军海军第一航空机务学校[2]。
- 1986年6月，海军第二航空机务学校部分并入。升格为中国人民解放军海军航空技术专科学校[2]。
- 1992年8月，改编为中国人民解放军海军航空工程学院分院[2]。
- 1993年6月，恢复原建制，改称中国人民解放军海军航空技术学院[2]。
- 1999年7月，并入海军航空工程学院，改建为中国人民解放军海军航空工程学院青岛分院[2][14]。
- 2013年，改为中国人民解放军海军航空工程学院青岛校区[15][16]。
- 2017年，在深化国防和军队改革中，改为中国人民解放军海军航空大学青岛校区[17]。

## 历任领导
中国人民解放军海军航空兵学院
| 院长 - 赵汇川（1950年—1952年，海军第一航空学校、海军航空学校校长） - 赵晓舟（1952年—1959年，海军第一航空学校校长） - 杨力（1959年—1960年，海军第一航空学校校长） - 陈伟（1960年—1968年，海军第一航空学校校长） - 秦令余（1968年—？，海军第一航空学校校长） …… - 张永义 海军大校（？—？，海军飞行学院院长） - 尹长志 海军少将（1993年12月—1998年12月，海军飞行学院院长） - 李方 海军少将（1998年12月—？，海军飞行学院院长） - 李建民 海军少将（2007年—2015年7月，海军飞行学院、海军航空兵学院院长） - 张学军 海军少将（2015年7月—2016年，海军航空兵学院院长） - 王天林 海军少将（2016年—2017年，海军航空兵学院院长） | 政治委员 - 桂绍斌（1950年—1952年，海军第一航空学校、海军航空学校政治委员） - 杜西书（1954年—1959年，海军第一航空学校政治委员） - 侯建华（1959年—1968年，海军第一航空学校政治委员） - 周耀昌（1968年—？，海军第一航空学校政治委员） …… - 周春山 海军少将（？—？，海军飞行学院政治委员） - 郭占波 海军少将（1999年7月—2003年7月，海军飞行学院政治委员） - 张占军 海军少将（2003年7月—？，海军飞行学院政治委员） - 王进 海军少将（？—2013年，海军飞行学院、海军航空兵学院政治委员） - 王再春 海军少将（2013年—2016年，海军航空兵学院政治委员） - 王军东 海军少将（2016年—2017年，海军航空兵学院政治委员） |

中国人民解放军海军航空工程学院
| 院长 - 王效明（1950年7月—1953年8月，海军海岸炮兵学校、海军炮兵学校校长） - 孙亮平 大校（1956年—1960年，海军炮兵学校校长；1960年—？，海军高级专科学校校长） - 赵友夫（1969年2月—1979年12月，海军高级专科学校校长、第三海军学校校长、海军第二炮兵学校校长、海军第二炮兵学院院长） - 王屏寿（1979年12月—1986年6月，海军第二炮兵学院院长） - 史忠仁 海军少将（1986年6月—1992年8月，海军航空工程学院院长） - 李秉桥 海军少将（1992年8月—2001年12月，海军航空工程学院院长） - 秦兰悦 海军少将（2001年12月—2005年12月，海军航空工程学院院长） - 何友 海军少将（2005年12月—2013年，海军航空工程学院院长） - 李鸣 海军少将（2014年—2017年，海军航空工程学院院长） | 政治委员 - 宋景华（1950年—1952年，海军海岸炮兵学校、海军炮兵学校政治委员） - 胥治中（1952年—1956年，海军炮兵学校政治委员） - 王大华 大校（1956年—？，海军炮兵学校政治委员） - 殷国洪 少将（？—？，海军炮兵学校、海军高级专科学校政治委员） …… - 聂洪国（？—？，海军第二炮兵学校、海军第二炮兵学院政治委员） - 刘作良（1986年6月—1990年7月，海军航空工程学院政治委员） - 李忠文 海军少将（1990年7月—1992年10月，海军航空工程学院政治委员） - 郭东亚 海军少将（1992年10月—1994年12月，海军航空工程学院政治委员） - 康秀峰 海军少将（1994年12月—1998年12月，海军航空工程学院政治委员） - 徐一天 海军少将（1998年12月—2003年7月，海军航空工程学院政治委员） - 王世臣 海军少将（？—？，海军航空工程学院政治委员） - 祁荣祥 海军少将（？—？，海军航空工程学院政治委员） - 杨世光 海军少将（2008年—2011年，海军航空工程学院政治委员） - 龚理华 海军少将（2011年—2016年，海军航空工程学院政治委员） |

中国人民解放军海军航空大学
| 校长 - 王天林 海军少将（2017年—） | 政治委员 - 徐立谦 海军少将（2017年—） |

中国人民解放军海军航空大学青岛校区
| 主任 - 胡鹏飞（1952年—？，海军第二航空学校校长） - 兴中 少将（？—1966年，海军第二航空学校校长） - 赖金华（1966年6月—？，海军第二航空学校校长） - 姚雪森（？—？，海军第二航空学校、海军航空机务学校校长） - ？（？—？，海军第一航空机务学校校长） - ？（？—？，海军航空技术专科学校校长） - ？（？—？，海军航空工程学院分院院长） - ？（？—？，海军航空技术学院院长） - ？（？—？，海军航空工程学院青岛分院院长） - 赵经成 专业技术少将（？—2013年，海军航空工程学院青岛分院院长） - 刁军 海军大校（2013年—2013年，海军航空工程学院青岛分院院长；2013年—2017年，海军航空工程学院青岛校区主任） | 政治委员 - 何辉（1952年—？，海军第二航空学校政治委员） - 李书桢（1956年—1960年，海军第二航空学校政治委员） - 林雨 大校（？—？，海军第二航空学校政治委员） - 阎绍亮（？—？，海军第二航空学校政治委员） - 刘作良（？—？，海军第二航空学校、海军航空机务学校政治委员） - ？（？—？，海军第一航空机务学校政治委员） - ？（？—？，海军航空技术专科学校政治委员） - ？（？—？，海军航空工程学院分院政治委员） - ？（？—？，海军航空技术学院政治委员） - ？（？—？，海军航空工程学院青岛分院政治委员） - 王利民 海军大校（？—？，海军航空工程学院青岛分院政治委员） - 孙家涛 海军大校（？—？，海军航空工程学院青岛校区政治委员） - 骆常双 海军大校（？—2017年，海军航空工程学院青岛校区政治委员） |

## 专业设置
2017年成立时，海军航空大学有23个本科专业，6个工程硕士授权领域，50个硕士学位授权点，12个硕士学位授权一级学科，18个博士学位授权点，4个博士学位授权一级学科，6个博士后科研流动站，学科专业领域涉及工学、军事学、理学、管理学4个门类；有7个山东省重点建设学科，11个全军重点建设学科专业领域，1个国家重点学科；1个山东省重点实验室，2个全军重点实验室，1个国家级虚拟实验教学中心，1个国家级实验教学示范中心。2017年招生的本科专业有：
- 场站管理工程[13]
- 导弹工程[13]
- 导航工程[13]
- 电气工程及其自动化[13]
- 电子信息工程[13]
- 飞行器设计与工程[13]
- 航空管制与领航工程[13]
- 火力指挥与控制工程[13]
- 机械电子工程[13]
- 救助与打捞工程[13]
- 探测制导与控制技术[13]
- 无人系统工程[13]
- 无人装备工程[13]
- 武器发射工程[13]
- 武器系统工程[13]
- 作战指挥[13]

## 校区
- 本部（山东省烟台市芝罘区二马路188号）
- 青岛校区（山东省青岛市李沧区四流中路2号）[17]
- 青岛训练基地（山东省青岛市）
- 葫芦岛场站（原海军航空兵学院第一飞行训练基地）[45][46]
- 长治场站（原海军航空兵学院第二飞行训练基地）
- 兴城场站
- 济源场站（原海军航空兵学院第一训练基地）[47][48]
- 邯郸场站
- 邢台场站（原海军航空兵学院第二训练基地）[49]